# Zej obrovský
Zej obrovský (Aplysia depilans) je býložravý plž z řádu zadožábří (má žábry za srdcem) a je typovým druhem rodu Aplysia. Někdy se mu také říká mořský zajíc. 

## Popis
Jednotlivci mohou dorůst až do délky 40 cm a hmotnosti až 380 g. Jejich kůže je tmavě hnědá až červenohnědá, s bílými až světle hnědými skvrnami. Přední tykadla, zadní tykadla (rhinofory) a ploutvovité postranní laloky nohy (parapodia) mohou mít světlejší lem. Parapodia jsou dvakrát delší než široká. Má žlutou vnitřní redukovanou ulitu krytou pláštěm, která je tenčí, plošší a méně kalcifikovaná než ulita jiných mořských plžů a měří asi 1,5 cm. V případě nebezpečí z těla vypouští do vody fialovu tekutinu.

## Areál rozšíření
Areál rozšíření zahrnuje východní Atlantik od Britských ostrovů až po západní Afriku (Kapverdské ostrovy, Senegal) a Středomoří. Zej obrovský je převážně bentický druh, který žije v mělké vodě kolem 1,5 až 10 metrů, ale je nalézán i v maximální hloubce 20 až 30 metrů. Vyskytuje se na chráněných, kamenitých pobřežích vystavených příboji Atlantiku. Přílivovým oblastem se obvykle vyhýbá, protože riziko uvíznutí na souši je poměrně vysoké a plž nemůže absorbovat kyslík ze vzduchu a po uvíznutí relativně rychle umírá.

## Rozmnožování
Přestože jsou to hermafroditi, nedokážou se sami oplodnit a potřebují partnera.